# Resolución 727 del Consejo de Seguridad de las Naciones Unidas
La resolución 727 del Consejo de Seguridad de las Naciones Unidas, adoptada por unanimidad el 8 de enero de 1992, después de reafirmar 713 (1991), 721 (1991) y 724 (1991), y considerando un reporte del Secretario General Boutros Boutros-Ghali, el Consejo dio la bienvenida a la firma reciente de un acuerdo en Sarajevo con respecto a un alto al fuego de los conflictos en la República Federal Socialista de Yugoslavia.
El Consejo también avaló una recomendación por el Secretario General en su reporte y autorizó el despecho de 50 oficiales militares de enlace para promover el mantenimiento del alto al fuego, instando a todos los partidos del acuerdo en Sarajevo que honraran el acuerdo. También instó a los beligerantes que garantizaran la seguridad del personal de las Naciones Unidas y la Comunidad Europea visitando la región, y reafirmo el embargo de armas aplicado a todas las repúblicas de Yugoslavia.